# Lisa Göbbels
Lisa Göbbels (17 februari 1993) is een Belgisch Duitstalig politica voor de regionalistische partij ProDG.

## Biografie
Göbbels behaalde in 2013 een bachelor in het lager onderwijs aan de hogeschool HELMO Saint-Roch in Theux en in 2016 een master in de pedagogische wetenschappen en in 2017 een certificaat voor immersieonderwijs aan de UCL. Ze werkte van 2013 tot 2020 als lerares in het lager onderwijs op het Koninklijk Atheneum van Welkenraedt en van 2020 tot 2024 als docent voor pedagogische wetenschappen en psycho-pedagogie aan de hogeschool AHS in Eupen. Sinds 2024 is ze directeur van de lagere school van het Koninklijk Atheneum in Eupen.
Daarnaast was ze van 2016 tot 2018 projectleider voor de vzw Kaleo, een sociaal toeristische jeugdvereniging. Via haar engagement in het verenigingsleven en haar lidmaatschap van de Raad van de Duitstalige Jeugd tussen 2016 en 2018 verzeilde ze in de politiek en sloot ze zich aan bij de ProDG. Voor deze partij zetelt ze sinds in januari 2022 in het Parlement van de Duitstalige Gemeenschap.  